# نود32
إن  إسيت نود32 انتيفايروس  ، المعروف باسم  نود32  ، عبارة عن حزمة برنامج مكافحة فيروسات تم تصنيعها بواسطة شركة  السلوفاكية إسيت. يُباع إسيت نود32 انتيفايروس في إصدارين، الإصدار المنزلي وإصدار الأعمال. تضيف حزم Business Edition "" ESET Remote Administrator "" مما يسمح بنشر الخادم وإدارته، وعكس تحديثات قاعدة بيانات توقيع التهديد والقدرة على التثبيت على أنظمة تشغيل مايكروسوفت مشغل برامج وندوز.

## تاريخ
ظهر برنامج نود32 في أوائل التسعينات عندما كان انتشار فيروسات الحاسوب محدود نسبيا، وكان شائع الاستخدام في دول أوروبا الشرقية وعندما زاد انتشاره واستخدامه في جميع العالم تم تغير اسمه إلى كلمة نود بالإنجليزية NOD حيث كان الاسم القديم يكتب باللغة المحلية.

### نود32
يشير الاختصار نود إلى («المستشفى في  نهاية القرص»)، تورية ذات صلة بسلسلة دراما طبية ( مستشفى في نهاية المدينة ). كان الإصدار الأول من NOD32 - المسمى NOD-ICE - عبارة عن برنامج يعتمد على [DOS]]. تم إنشاؤه في عام 1987 من قبل Miroslav Trnka و Peter Paško في الوقت الذي بدأ فيه فيروس الكمبيوتر في الانتشار بشكل متزايد على أجهزة الكمبيوتر التي تعمل بنظام DOS. نظرًا لقيود نظام التشغيل (عدم وجود  تعدد المهام من بين أمور أخرى) فإنه لم يتميز بأي حماية عند الطلب / عند الوصول ولا معظم الميزات الأخرى للإصدارات الحالية. إلى جانب وظائف مسح الفيروسات والتنظيف، فقد تضمنت فقط تحليلًا إرشاديًا. مع تزايد شعبية بيئة Windows ، وظهور  وحدات المعالجة المركزية 32 بت، والتحول في سوق أجهزة الكمبيوتر وزيادة شعبية الإنترنت جاء الحاجة إلى نهج مكافحة فيروسات مختلف تمامًا أيضًا. وهكذا تمت إعادة كتابة البرنامج الأصلي وتعميده "NOD32" للتأكيد على التحول الجذري من الإصدار السابق وتوافق نظامه واجهة برمجة تطبيقات ويندوز.
في البداية، اكتسب البرنامج شعبية لدى العاملين في مجال تكنولوجيا المعلومات في دول أوروبا الشرقية، حيث كان مقر إسيت في سلوفاكيا. على الرغم من أن اختصار البرنامج كان يُنطق في الأصل كأحرف فردية، أدى الاستخدام العالمي للبرنامج إلى نطق كلمة مفردة أكثر شيوعًا، يبدو مثل الكلمة الإنجليزية nod. بالإضافة إلى ذلك، تمت إضافة جزء "32" من الاسم مع إصدار  إصدار 32 بت في عصر Windows 9x. وصلت الشركة إلى تحديثها رقم 10000 لتعريفات الفيروسات في 25 يونيو 2014.

## معلومات تقنية
يتكون برنامج نود32 من باحث عن الفيروسات يعمل بطلب المستخدم وأربعة أجزاء أخرى خاصة بالمراقبة تعمل بصفة دائمة وهي:
- Antivirus MONitor :AMON وهو المراقب الخاص بمراقية الملفات التي يقوم نظام التشغيل بتشغيلها حاليا من أجل منع الفيروسات من التأثير على نظام التشغيل
- Document MONitor: DMON وهو المراقب الخاص بمراقبة ملفات مايكروسوفت أوفيس والملفات الأخرى من أجل كشف الماكرو فيروسات التي يمكن أن تدمج مع هذه الملفات
- Internet MONitor : IMON وهو المراقب الخاص بمراقبة البيانات المنقولة على الشبكة عبر البروتوكولات المعروفة من أجل كشف الفيروسات قبل أن تصيب الجهاز
- E-mail MONitor : EMON وهو المراقب الخاص بمراقبة رسائل البريد الإلكتروني المستلمة أو المرسلة عبر البرامج مثل مايكروسوفت أوتلوك

جزء كبير من كود نود32 مكتوب بلغة الأسيمبلي مما يجعله يستخدم قدر ضئيل من موارد الجهاز وسرعة عالية في فحص الملفات حيث في المتوسط يستهلك نود32 حوالي أقل من 20 ميجابايت من ذاكرة الرام.

## إسيت سمارت سكيوريتي
في 5 نوفمبر 2007 أصدرت شركة إيست حزمة سمارت سكيوريتي (بالإنجليزية: Eset Smart Security)‏ لكي تواجه حزم الإنترنت سكيورتي من كل من مكافي وكاسبرسكاي
تتكون هذه الحزمة من:
- برنامج نود32 أنتي فيرس وبرنامج أنتي سباي (مضاد لملفات التجسس)
- جدار ناري
- أنتي سبام

## وصلات خارجية
- الموقع الرسمي
- Virus Radar, a service run by ESET using NOD32 statistics
- The official German ESET Support Forum